# Victoire de la révélation variétés
La Victoire de la révélation variétés de l'année est une ancienne récompense musicale française décernée lors des Victoires de la musique en 1985 et 1986. Elle venait primer le meilleur artiste interprète ou groupe de variétés révélé dans l'année, selon les critères d'un collège de professionnels.
Elle a été remplacée par la Victoire de la révélation variétés masculine et la Victoire de la révélation variétés féminine (décernées de 1987 à 1996).

## Palmarès
- 1985 : Jeanne Mas
- 1986 : Gold